# Estornell de Stuhlmann
L'estornell de Stuhlmann
(Poeoptera stuhlmanni) és una espècie d'ocell de la família dels estúrnids (Sturnidae). Es troba de forma fragmentada a l'Àfrica central. Habita els boscos tropicals i subtropicals de frondoses humits de l'estatge montà El seu estat de conservació es considera de risc mínim.
El nom específic de Stuhlmann fa referència al naturalista alemany Franz Ludwig Stuhlmann (1863-1928).